# Zapaturismo
El zapaturismo es un fenómeno turístico internacional del Estado de Chiapas debido directamente a la presencia del Ejército Zapatista de Liberación Nacional. Los visitantes de todo el mundo acuden atraídos por el mensaje, la Imagen o los proyectos de gestión del movimiento zapatista, que este afirma pretende la autonomía de la comunidades indígenas y un estilo de vida en dignidad y libertad. Poblados como La Realidad son la entrada a esta industria del "turismo altermundista", fenómeno que también es analizado con el nombre de "turismo político".
Este visto bueno al turismo por parte de los neozapatistas ha de contextualizarse en que el EZLN es un guerrilla posmoderna (se autorrepresenta como insurgencia pacífica), si bien radical en su planteamientos de democracia participativa más o menos antiestatista y de izquierda, no es una guerrilla tradicional.

## Condiciones y economía

### Zonas zapatistas
Debido a este fenómeno los nativos de los poblados de entrada (los más adecuados al turismo) a las zonas con influencia del EZLN han instalado negocios de venta de carteles, joyería y telares hechos por zapatistas y fotografías de estos, todo esto se vende rápido en temporada alta. Esta presencia de extranjeros y mexicanos urbanos ha reactivado por medio del comercio la microeconomía de estas zonas si se toma en cuenta que Chiapas es el Estado más pobre de México. Hay restaurantes, y en temporada alta la noche tiene un ambiente festivo. 
Sin embargo, los visitantes no llegan en sí en busca de confort. Cuando empezó el zapaturismo en Chiapas, en 1996, una noche en La Realidad era una muestra de lo que los indígenas de Chiapas habían debido soportar. Los zapatistas de todas formas han tratado de mejorar notablemente las condiciones de alojamiento por su propia cuenta, logrando mejorar considerablemente estas condiciones a lo largo de los años.

### Resto de Chiapas
El turismo en Chiapas se reorganizó luego del levantamiento zapatista de 1994, y actualmente varias PyMEs se dedican a satisfacer la demanda del "turismo político" de hotelería, restaurantes y cafeterías. Agencias de viajes y tiendas de artesanía trabajan en conjunto con proveedores indígenas, aunque varios de estos se encuentran en procesos aplicación progresiva del comercio directo (sin intermediarios).

### Toures
En el mercado internacional existe publicidad de excursiones organizadas por empresas turísticas y por ongs que proponen a los viajeros sostener encuentros cara a cara con los zapatistas refiriéndose a ellos como "campesinos indígenas pobres que luchan por el derecho a poseer la tierra sobre la cual han vivido y trabajado" y por una "auténtica democracia libre de corrupción". El inusual tour no solo incluye un paseo por la zona sino que ofrece a los posibles clientes "ver lo que pasa en realidad" en Chiapas.

## Inicio
En 1996, el EZLN empezó el "zapaturismo" invitando a algunas personalidades mundiales -desde el director de cine Oliver Stone, el actor Edward James Olmos, hasta la ex primera dama francesa Danielle Mitterrand- a internarse durante algunos días a la selva Lacandona, en el Estado de Chiapas.
Después de las promovidas visitas, organizó el Encuentro Intercontinental para la Humanidad y contra el Neoliberalismo con el fin de convocar alrededor de 2000 visitantes e investigadores de Europa y Estados Unidos en un paseo guiado por los campamentos zapatistas en cinco pueblos de Chiapas para participar de una maratónica convención de fin de semana. 

## Lógica de defensa
El turismo tiene su lógica para los zapatistas. Para sus líderes, la presencia de extranjeros proporciona protección. Ocurre que si bien las negociaciones de paz con el gobierno continúan y el alto el fuego aún se respeta, las comunidades indígenas siguen siendo cercadas por el Ejército Mexicano, según denuncian los zapatistas. Muchos visitantes y organizaciones lo hacen precisamente por esta razón, para ayudar a proteger las comunidades, mientras otros lo hacen simplemente por curiosidad.

## Críticas
El fenómeno ha sido criticado como "moda izquierdista" de sus visitantes, como complicidad de empresas y ONG con la insurgencia e incluso de ser una forma de financiamiento directo del EZLN. En respuesta sus partidarios no lo niegan totalmente, solo sostienen que tales fenómenos en principio no tienen nada negativo. El gobierno mexicano también ha visto esta presencia de turistas como una amenaza por distintos motivos, y en ocasiones ha intentado restringir la entrada de visitantes.